# 374710 `O`o
374710 `O`o este o planetă minoră (asteroid) din centura de asteroizi. A fost descoperită pe 14 septembrie 2006 la Mauna Kea de Joseph Masiero⁠(d) și a fost numită după Moho nobilis⁠(d). 
Obiectul prezintă o orbită caracterizată de o semiaxă mare de 2,331112103865 UAi, o excentricitate de 0,12, o înclinație de 1,3 ° în raport cu ecliptica.